# 1952. évi nyári olimpiai játékok
Az 1952. évi nyári olimpiai játékokat, hivatalos nevén a XV. nyári olimpiai játékokat 1952. július 19. és augusztus 3. között rendeztek meg Finnország fővárosában, Helsinkiben.
A finn fővárost 1947-ben, tíz pályázó közül választotta ki a Nemzetközi Olimpiai Bizottság. Helsinki egyszer már kapott rendezési jogot az 1940-es, XII. nyári olimpiára, de az a második világháború kitörése miatt elmaradt.
A versenyeken 69 ország 4955 sportolója vett részt.

## Érdekességek

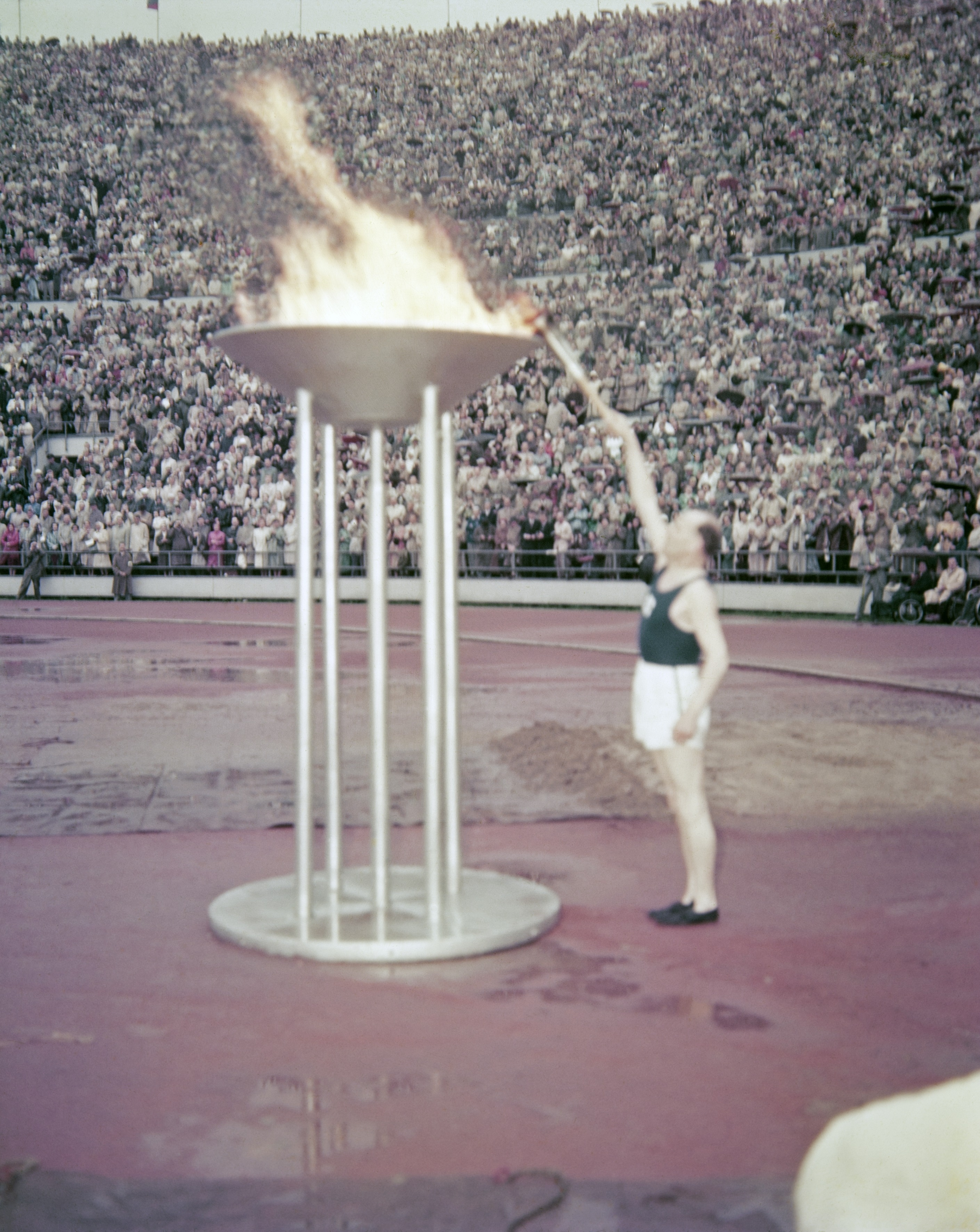
Paavo Nurmi meggyújtja az olimpiai lángot

- Az olimpiai lángot az 1920-as évek legendás finn atlétája, Paavo Nurmi gyújtotta meg.
- A második világháború óta először vehetett részt az olimpián Németország.
- Először vett részt a játékokon a Szovjetunió és sportolói mindjárt remekeltek.
- Az egész világon feltűnést keltett a magyar sportolók kitűnő szereplése. Az éremtáblázaton Magyarország számos sportnagyhatalmat megelőzve a harmadik helyet szerezte meg.
- Sportlövészetben Takács Károly megvédte az előző olimpián szerzett bajnoki címét, így máig ő az egyetlen kétszeres olimpiai bajnok magyar sportlövő. A második világháború előtt, 1938-ban egy gránát jobb kezét leszakította, a baleset rákényszerítette, hogy megtanuljon bal kézzel lőni. Akaratereje mellett önbizalma is rendkívüli volt, mert mindkét győzelme előtt előre megírta győzelmi nyilatkozatát. Mögötte a második helyet tanítványa, a tizenhét éves Kun Szilárd szerezte meg.
- Férfi kardvívásban negyven év után ismét hármas magyar győzelem született, az érmeket sorrendben Kovács Pál, Gerevich Aladár és Berczelly Tibor nyerte. Magyarország megnyerte a kard csapatdöntőt is.
- Az úszóversenyeken született egyetlen világcsúcsot a Novák Ilona, Temes Judit, Novák Éva, Szőke Katalin összeállítású magyar női gyorsváltó úszta. A női úszás éremtáblázatán Magyarország végzett az első helyen, négy aranyéremmel.
- Ez volt az utolsó olimpia, amelyen a mellúszószámokban szabályosnak tekintették a mai pillangóúszásra emlékeztető úszótechnikát, a pillangózást. A következő olimpiától kezdve a pillangóúszás már önálló úszásnemként szerepelt.
- Az atlétikaversenyek kimagasló alakja Emil Zátopek volt, aki három aranyérmet szerzett. A Csehszlovákia szineiben versenyző atléta a maratoni futást úgy nyerte meg, hogy az olimpia előtt ebben a számban nagy világversenyen  még nem indult.
- Lovaglásban ettől az olimpiától kezdve nők is indulhattak a férfiakkal közösen versenyezve. A lovaglás első női érmese a dán Lis Hartel asszony volt, aki gyermekparalízistől béna lábbal versenyzett.
- 1500 méteres síkfutásban a luxemburgi Joseph Bartel a papírformát alaposan felborítva lett első, megszerezve ezzel az európai ország második olimpiai érmét és első aranyérmét.

## Részt vevő nemzetek
- Aranypart (GHA) (7 – 7 férfi)
- Argentína (ARG) (123 – 115 férfi, 8 nő)
- Ausztrália (AUS) (81 – 71 férfi, 10 nő)
- Ausztria (AUT) (112 – 91 férfi, 21 nő)
- Bahama-szigetek (BAH) (7 – 7 férfi)
- Belgium (BEL) (135 – 130 férfi, 5 nő)
- Bermuda (BER) (6 – 4 férfi, 2 nő)
- Brazília (BRA) (97 – 92 férfi, 5 nő)
- Brit Guyana (GUY) (1 – 1 férfi)
- Bulgária (BUL) (63 – 54 férfi, 9 nő)
- Burma (BIR) (5 – 5 férfi)
- Ceylon (CEY) (5 – 5 férfi)
- Chile (CHI) (59 – 55 férfi, 4 nő)
- Csehszlovákia (TCH) (99 – 86 férfi, 13 nő)
- Dánia (DEN) (129 – 115 férfi, 14 nő)
- Dél-afrikai Unió (RSA) (64 – 60 férfi, 4 nő)
- Dél-Korea (KOR) (19 – 18 férfi, 01 nő)
- Egyesült Államok (USA) (286 – 245 férfi, 41 nő)
- Egyiptom (EGY) (106 – 106 férfi)
- Finnország (FIN) (258 – 228 férfi, 30 nő)
- Franciaország (FRA) (245 – 214 férfi, 31 nő)
- Fülöp-szigetek (PHI) (25 – 25 férfi)
- Görögország (GRE) (48 – 48 férfi)
- Guatemala (GUA) (21 – 20 férfi, 1 nő)
- Hollandia (NED) (104 – 78 férfi, 26 nő)
- Holland Antillák (AHO) (11 – 11 férfi)
- Hongkong (HKG) (4 – 2 férfi, 2 nő)
- India (IND) (64 – 60 férfi, 4 nő)
- Indonézia (INA) (3 – 3 férfi)
- Irán (IRI) (22 – 22 férfi)
- Írország (IRL) (19 – 19 férfi)
- Izland (ISL) (9 – 9 férfi)
- Izrael (ISR) (25 – 22 férfi, 3 nő)
- Jamaica (JAM) (8 – 6 férfi, 2 nő)
- Japán (JPN) (69 – 58 férfi, 11 nő)
- Jugoszlávia (YUG) (87 – 77 férfi, 10 nő)
- Kanada (CAN) (107 – 97 férfi, 10 nő)
- Kína (CHN) (1 – 1 férfi)
- Kuba (CUB) (29 – 29 férfi)
- Lengyelország (POL) (125 – 103 férfi, 22 nő)
- Libanon (LIB) (9 – 9 férfi)
- Liechtenstein (LIE) (2 – 2 férfi)
- Luxemburg (LUX) (44 – 44 férfi)
- Magyarország (HUN) (189 – 162 férfi, 27 nő)
- Mexikó (MEX) (64 – 61 férfi, 3 nő)
- Monaco (MON) (8 – 8 férfi)
- Nagy-Britannia (GBR) (257 – 213 férfi, 44 nő)
- Németország (GER) (205 – 173 férfi, 32 nő)
- Nigéria (NGR) (9 – 9 férfi)
- Norvégia (NOR) (102 – 96 férfi, 6 nő)
- Olaszország (ITA) (231 – 208 férfi, 23 nő)
- Pakisztán (PAK) (38 – 38 férfi)
- Panama (PAN) (1 – 1 férfi)
- Portugália (POR) (71 – 68 férfi, 3 nő)
- Puerto Rico (PUR) (21 – 21 férfi)
- Románia (ROU) (114 – 103 férfi, 11 nő)
- Saar-vidék (SAA) (36 – 31 férfi, 5 nő)
- Spanyolország (ESP) (27 – 27 férfi)
- Svájc (SUI) (157 – 148 férfi, 9 nő)
- Svédország (SWE) (206 – 183 férfi, 23 nő)
- Szingapúr (SIN) (5 – 4 férfi, 1 nő)
- Szovjetunió (URS) (295 – 255 férfi, 40 nő)
- Thaiföld (THA) (8 – 8 férfi)
- Trinidad és Tobago (TRI) (2 – 2 férfi)
- Törökország (TUR) (51 – 51 férfi)
- Új-Zéland (NZL) (14 – 12 férfi, 2 nő)
- Uruguay (URU) (32 – 31 férfi, 1 nő)
- Venezuela (VEN) (38 – 36 férfi, 2 nő)
- Vietnám (VIE) (8 – 8 férfi)

## Versenyszámok
A hivatalos programban a következő versenyszámok szerepeltek:
| Versenyszámok az 1952. évi nyári olimpiai játékokon |        |        |        |        |        |        |          |
| Sportág, szakág                                     | Egyéni | Egyéni | Egyéni | Csapat | Csapat | Csapat |          |
| Sportág, szakág                                     | férfi  | női    | nyílt  | férfi  | női    | nyílt  | összesen |
| Atlétika                                            | 22     | 8      | 0      | 2      | 1      | 0      | 33       |
| Birkózás                                            | 16     | 0      | 0      | 0      | 0      | 0      | 16       |
| Evezés                                              | 1      | 0      | 0      | 6      | 0      | 0      | 7        |
| Gyeplabda                                           | 0      | 0      | 0      | 1      | 0      | 0      | 1        |
| Kajak–kenu                                          | 4      | 1      | 0      | 4      | 0      | 0      | 9        |
| Kerékpározás                                        | 3      | 0      | 0      | 3      | 0      | 0      | 6        |
| Kosárlabda                                          | 0      | 0      | 0      | 1      | 0      | 0      | 1        |
| Labdarúgás                                          | 0      | 0      | 0      | 1      | 0      | 0      | 1        |
| Lovaglás                                            | 0      | 0      | 3      | 0      | 0      | 3      | 6        |
| Műugrás                                             | 2      | 2      | 0      | 0      | 0      | 0      | 4        |
| Ökölvívás                                           | 10     | 0      | 0      | 0      | 0      | 0      | 10       |
| Öttusa                                              | 1      | 0      | 0      | 1      | 0      | 0      | 2        |
| Sportlövészet                                       | 7      | 0      | 0      | 0      | 0      | 0      | 7        |
| Súlyemelés                                          | 7      | 0      | 0      | 0      | 0      | 0      | 7        |
| Torna                                               | 7      | 5      | 0      | 1      | 2      | 0      | 15       |
| Úszás                                               | 5      | 4      | 0      | 1      | 1      | 0      | 11       |
| Vitorlázás                                          | 1      | 0      | 0      | 4      | 0      | 0      | 5        |
| Vívás                                               | 3      | 1      | 0      | 3      | 0      | 0      | 7        |
| Vízilabda                                           | 0      | 0      | 0      | 1      | 0      | 0      | 1        |
|                                                     |        |        |        |        |        |        |          |
| Összesen                                            | 89     | 21     | 3      | 29     | 4      | 3      | 149      |

## Éremtáblázat
A négyszázötvenkilenc – száznegyvenkilenc arany-, százötvenkettő ezüst- és százötvennyolc bronz- – érmen negyvenhárom ország osztozott.
A táblázatban Magyarország és rendező ország csapata eltérő háttérszínnel, az egyes számoszlopok legmagasabb értéke, vagy értékei vastagítással kiemelve.
| Az 1952. évi nyári olimpiai játékok éremtáblázatának első tíz helyezettje | Az 1952. évi nyári olimpiai játékok éremtáblázatának első tíz helyezettje | Az 1952. évi nyári olimpiai játékok éremtáblázatának első tíz helyezettje | Az 1952. évi nyári olimpiai játékok éremtáblázatának első tíz helyezettje | Az 1952. évi nyári olimpiai játékok éremtáblázatának első tíz helyezettje | Olimpia  |
| ------------------------------------------------------------------------- | ------------------------------------------------------------------------- | ------------------------------------------------------------------------- | ------------------------------------------------------------------------- | ------------------------------------------------------------------------- | -------- |
|                                                                           | Ország                                                                    | Arany                                                                     | Ezüst                                                                     | Bronz                                                                     | Összesen |
| 1.                                                                        | Egyesült Államok (USA)                                                    | 40                                                                        | 19                                                                        | 17                                                                        | 76       |
| 2.                                                                        | Szovjetunió (URS)                                                         | 22                                                                        | 30                                                                        | 19                                                                        | 71       |
| 3.                                                                        | Magyarország (HUN)                                                        | 16                                                                        | 10                                                                        | 16                                                                        | 42       |
| 4.                                                                        | Svédország (SWE)                                                          | 12                                                                        | 13                                                                        | 10                                                                        | 35       |
| 5.                                                                        | Olaszország (ITA)                                                         | 8                                                                         | 9                                                                         | 4                                                                         | 21       |
| 6.                                                                        | Csehszlovákia (TCH)                                                       | 7                                                                         | 3                                                                         | 3                                                                         | 13       |
| 7.                                                                        | Franciaország (FRA)                                                       | 6                                                                         | 6                                                                         | 6                                                                         | 18       |
| 8.                                                                        | Finnország (FIN)                                                          | 6                                                                         | 3                                                                         | 13                                                                        | 22       |
| 9.                                                                        | Ausztrália (AUS)                                                          | 6                                                                         | 2                                                                         | 3                                                                         | 11       |
| 10.                                                                       | Norvégia (NOR)                                                            | 3                                                                         | 2                                                                         | 0                                                                         | 5        |
|                                                                           |                                                                           |                                                                           |                                                                           |                                                                           |          |
| Összesen                                                                  | Összesen                                                                  | 149                                                                       | 152                                                                       | 158                                                                       | 459      |

## A magyar csapat szereplése
A versenyeken Magyarországot 189 sportoló – 162 férfi és 27 nő – képviselte. A megnyitóünnepségen a magyar zászlót Németh Imre olimpiai bajnok kalapácsvető vitte.
A magyar csapat 12 sportágban, illetve szakágban összesen 269 olimpiai pontot ért el. Ez 70 ponttal több, mint az előző olimpián elért eredmény.
A magyarországi sportolók összesen 42 – 16 arany-, 10 ezüst- és 16 bronz- – érmet szereztek, ezzel az 1952. évi nyári olimpia lett a magyar csapat eddigi legeredményesebb olimpiája.
A magyar csapat szerepléséről részletesen lásd a Magyarország az 1952. évi nyári olimpiai játékokon szócikket.

## Közvetítések
Az előző játékokhoz hasonlóan Szepesi György és Gulyás Gyula közvetítettek a Magyar Rádió számára a helyszínről.